# Cooper Car Company

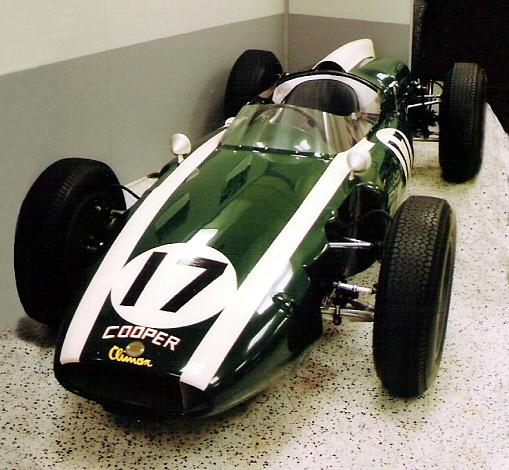
Jack Brabhams Cooper-Climax für das Indianapolis 500, 1961

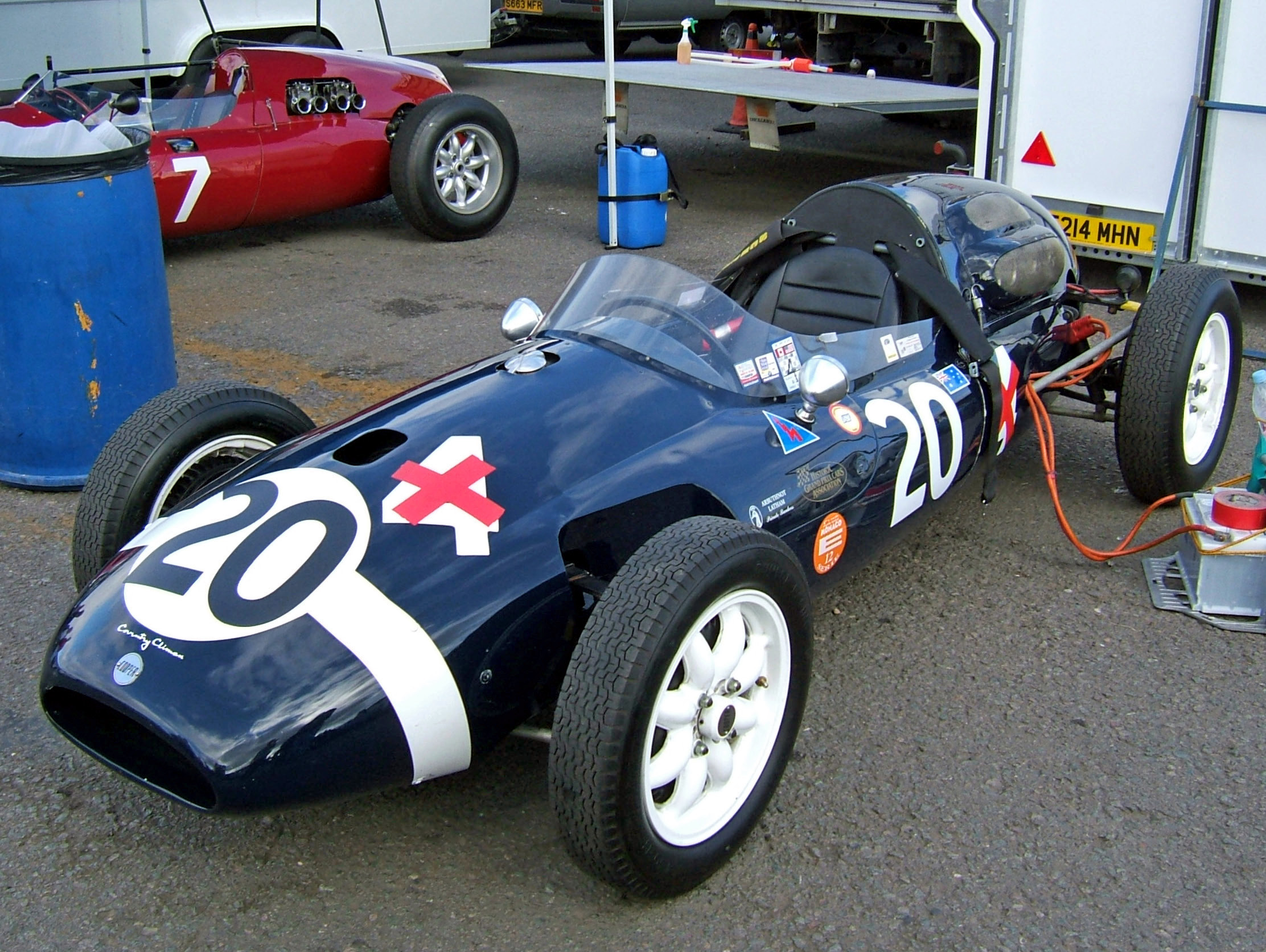
Cooper T43 des Rob-Walker-Teams

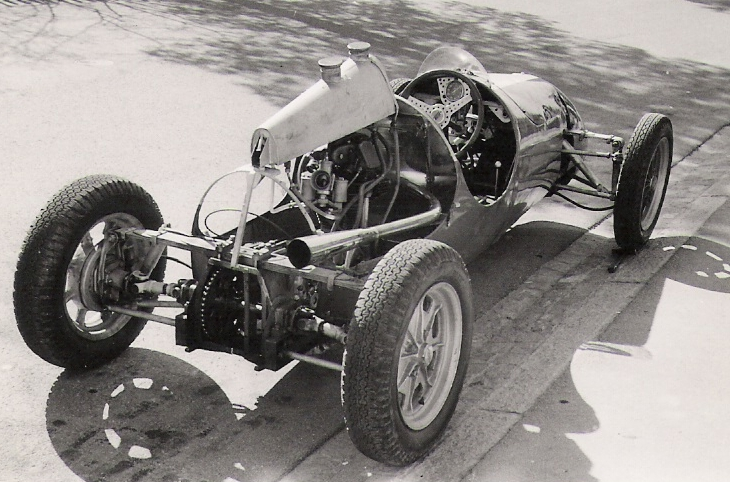
Cooper Norton, Motor und Hinterachse

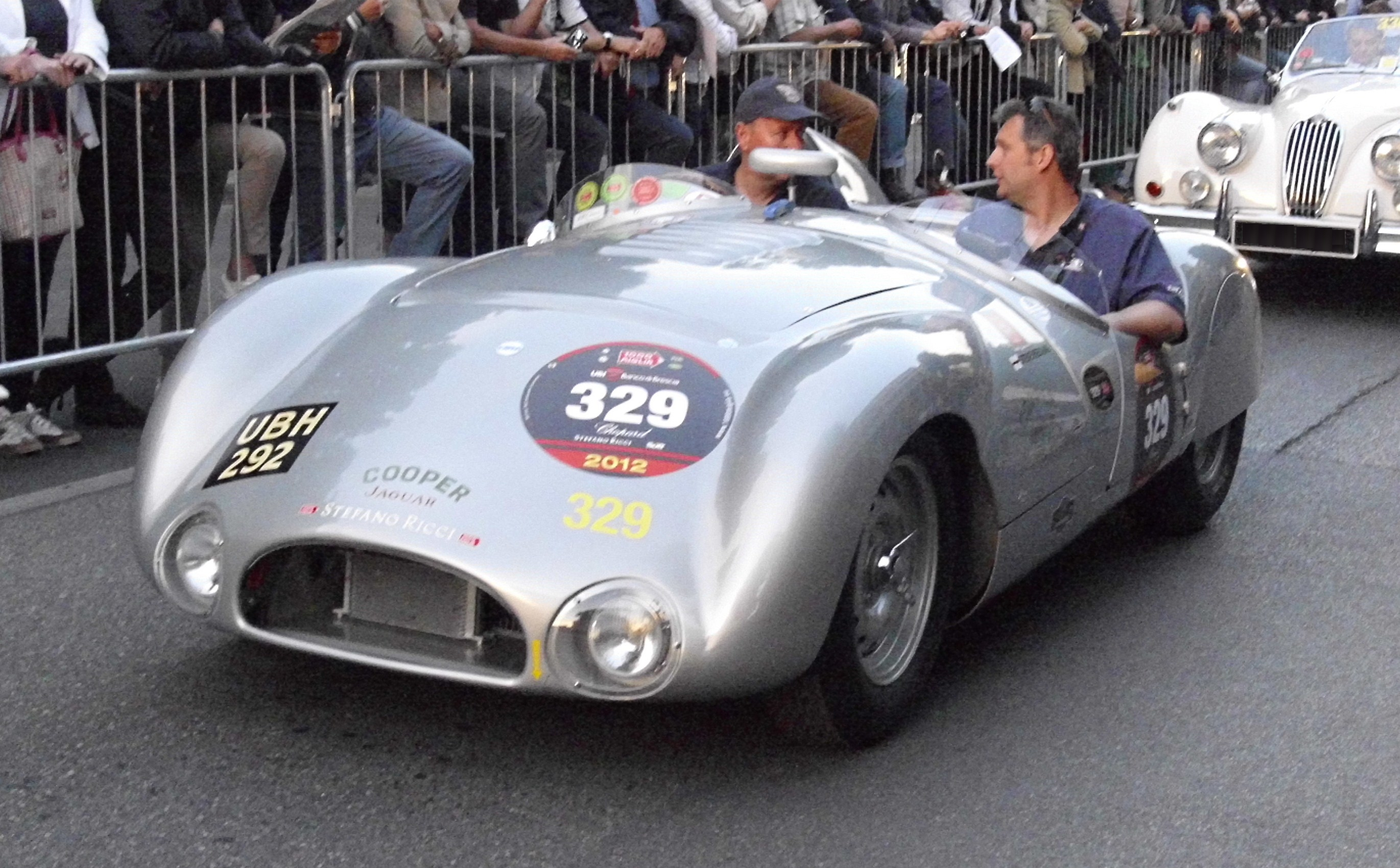
Cooper T33 mit britischer Straßenzulassung bei der Mille Miglia 2012

Cooper war ein britischer Rennwagenhersteller, der in den 1950er und 1960er Jahren mit eigenen Werksteams in diversen Motorsportklassen vertreten war. Cooper trat in der Formel Junior, der Formel 3, bei den 500 Meilen von Indianapolis, bei den 24-Stunden-Rennen von Le Mans sowie in der Formel 1 an. Daneben lieferte das Unternehmen regelmäßig auch Fahrzeuge für Kundenteams. Zeitweise gehörten Coopers Teams zu den erfolgreichsten Formel-1-Teams. Jack Brabham, Bruce McLaren und Jochen Rindt fuhren auf Coopers Werkswagen Erfolge ein. Bekannt ist das Unternehmen außerdem durch den Mini Cooper.

## Unternehmensgeschichte
Charles Cooper unterhielt seit 1920 im Londoner Stadtteil Surbiton eine Reparaturwerkstatt für Motorräder und Automobile. In den 1930er Jahren arbeitete Cooper nebenbei als Mechaniker für den britischen Rennfahrer Kaye Don, später betreute er den Alfa-Romeo-Piloten Ginger Hamilton.
1946 begannen Charles Cooper, sein damals 23 Jahre alter Sohn John und dessen Schulfreund Eric Brandon „aus reinem Vergnügen“ mit dem Bau eigener Rennwagen. Die ersten Fahrzeuge waren für die 500-cm³-Klasse bestimmt, aus der später die Formel Junior bzw. Formel 3 wurde. Coopers Autos hatten Motoren von JAP und später von Norton sowie Aufhängungsteile vom Fiat Topolino. Aluminiumbleche, aber auch Zubehörteile wie Kabel bezogen die Coopers anfänglich von einem Schrottplatz im benachbarten Kingston, auf dem in den ersten Nachkriegsjahren zahlreiche ausgediente Flugzeuge und Militärfahrzeuge abgestellt waren. Die Kraftübertragung ging über eine Kette an ein Motorradgetriebe und von dort ebenfalls über eine Kette auf die Hinterachse.
Anfänglich wurden die Autos von Eric Brandon und John Cooper gefahren. Nachdem sie sich als erfolgreich erwiesen hatten, gingen immer mehr Bestellungen anderer Rennfahrer bei Cooper ein. Cooper nahm daraufhin eine Serienproduktion auf, die 1951 einen Umfang von mehr als einem Fahrzeug pro Woche erreichte. Einer der ersten Cooper-Kunden war Stirling Moss; sein Cooper T5 war sein erstes Rennauto. Moss, Peter Collins und andere Piloten feierten zahlreiche Erfolge mit Coopers Formel-3-Autos. Bei lokalen Rennen in England und auf dem Kontinent wurden diese Wagen bis in die späten 1950er Jahre eingesetzt.
Nach dem Tod Charles Coopers im Herbst 1964 übernahm zunächst Ken Tyrrell die Leitung des Formel-1-Werksteams. Im April 1965 verkaufte John Cooper den Rennstall an die Chipstead Motor Group, die unter anderem dem ehemaligen Rennfahrer Roy Salvadori gehörte. John Cooper blieb zunächst technischer Direktor, Salvadori wurde Sportchef. Mario Tozzi-Condini, ein Mitinhaber der Chipstead Group, stellte im Laufe des Jahres 1965 den Kontakt zum italienischen Sportwagenhersteller Maserati her, der sich bereiterklärte, Coopers Formel-1-Team ab 1966 exklusiv mit 3,0-Liter-Zwölfzylinder-Saugmotoren auszustatten.

## Cooper im Grand-Prix-Sport
Cooper kam über die Formel 2 in den Grand-Prix-Sport. 1952 und 1953 wurde die Automobilweltmeisterschaft ausnahmsweise nicht nach dem Reglement der Formel 1, sondern nach dem Regelwerk der Formel 2 ausgeschrieben. Grund hierfür war der Umstand, dass nicht genügend wettbewerbsfähige Formel-1-Fahrzeuge verfügbar waren. Das hatte zur Folge, dass die Weltmeisterschaft nun für kleinere Fahrzeuge mit einem Hubraum von bis zu zwei Litern offenstand.

### Formel 2

#### 1952

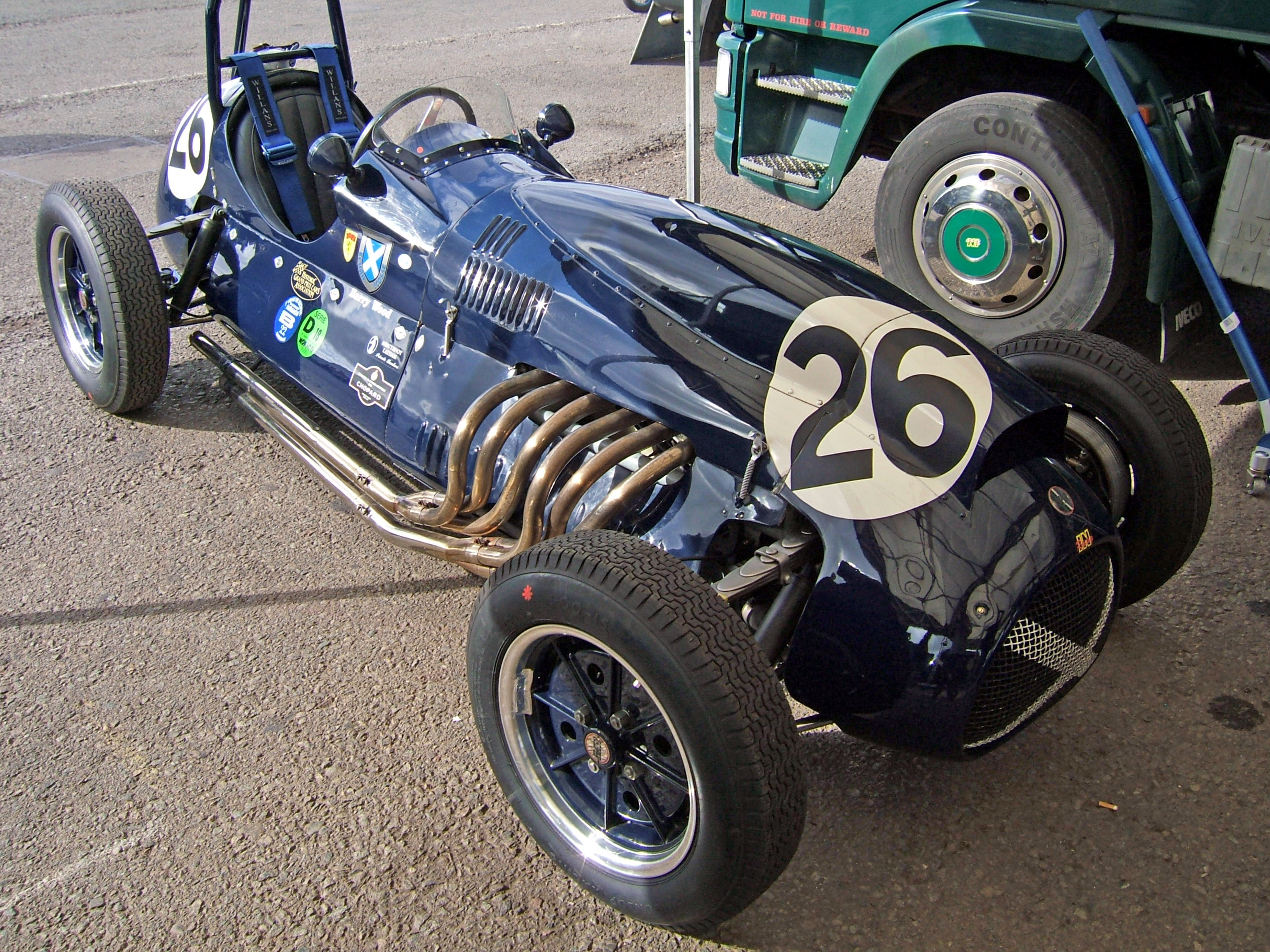
Cooper T20 („Cooper-Bristol Mk.I“)

1952 konstruierten Charles Cooper und Owen Maddock für die Formel 2 den T20, einen kompakten Rennwagen mit Frontmotor-Layout, der von einem Sechszylindermotor von Bristol angetrieben wurde. Das Triebwerk basierte auf einer BMW-Konstruktion aus der Vorkriegszeit und wurde seit 1946 mit Straßensportwagen Bristol 400 und seinen Nachfolgern eingesetzt. Für den Einsatz im Motorsport wurde die Leistung auf etwa 130 PS angehoben. Die Leistung lag etwa 30 PS unter denen der zeitgenössischen Ferrari. Allerdings war der T20 etwa 50 kg leichter als die italienischen Rennwagen. Der T20 und sein Nachfolger T23 gingen als „Cooper-Bristol“ Mark I und Mark II in die Motorsportgeschichte ein.
Cooper trat 1952 nicht mit einem Werksteam in der Automobilweltmeisterschaft an, sondern verkaufte seine Fahrzeuge an selbständige Rennställe. Bevorzugtes Team war 1952 die Ecurie Richmond, ein von Jimmy Richmond geleiteter privater Rennstall, der zu fünf Meisterschaftsläufen je zwei T20 für Eric Brandon und Alan Brown an den Start brachte. Richmonds Team hatte nominell Werksstatus, operierte aber faktisch eigenständig und erhielt nur geringe technische Unterstützung von Charles und John Cooper. Brandon war allerdings ein Bindeglied zwischen Cooper und Richmond. Ein weiterer T20 ging an Bob Chase, der das Auto an Leslie Hawthorn weitergab, den Vater des jungen britischen Rennfahrers Mike Hawthorn. Einzelne Rennen im T20 bestritten außerdem Reg Parnell und David Murray.
Der Cooper T20-Bristol erschien erstmals im April 1952 beim Lavant Cup auf dem Goodwood Circuit. Hawthorn, Brown und Brandon belegten die Plätze eins, zwei und drei. Das Rennen hatte allerdings keinen Meisterschaftsstatus. Das erste Weltmeisterschaftsrennen des Jahres war der Große Preis der Schweiz in Bremgarten. Brown kam hier als Fünfter ins Ziel und fuhr damit die ersten Weltmeisterschaftspunkte für ein Cooper-Auto ein. Hawthorn, der für sein eigenes Team fuhr, wurde beim Großen Preis von Großbritannien Dritter. In den Niederlanden kam er hinter den Werks-Ferraris als Dritter ins Ziel, und in Italien fuhr er bis zu seinem technisch bedingten Ausfall im Windschatten von Piero Taruffis Ferrari. Hawthorns Einsätze im Cooper überzeugten Enzo Ferrari von dem Potential des jungen Briten, sodass er Hawthorn für die kommende Saison als Werksfahrer verpflichtete.

#### 1953

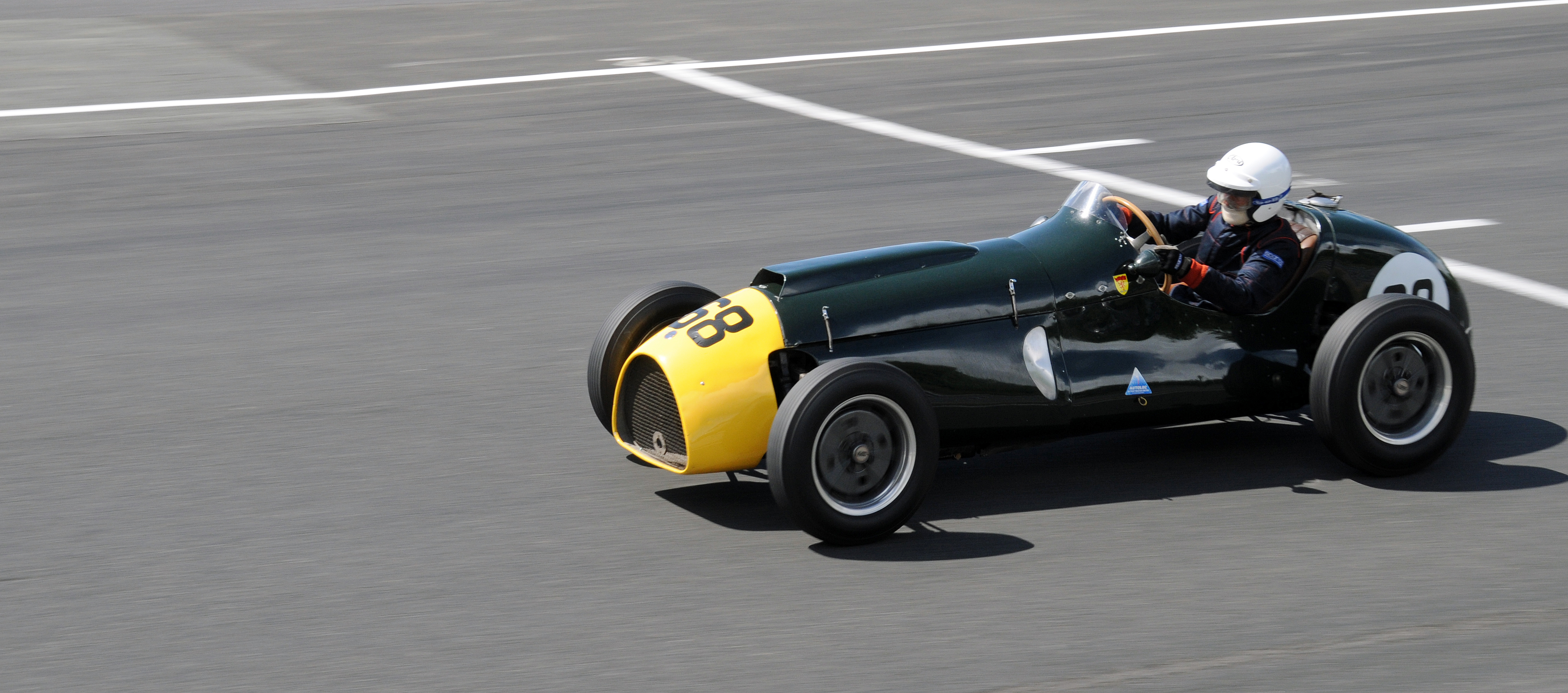
Cooper T23 („Cooper-Bristol Mk. II“)

In der Saison 1953 beteiligte sich Cooper mit einem Werksteam an einzelnen Rennen der Fahrerweltmeisterschaft. In diesem Jahr konnte Cooper nicht an die Erfolge der vergangenen Saison anknüpfen. Das Werk stellte unterschiedliche Chassis her, die sich in zahlreichen Details voneinander unterschieden und mit verschiedenen Motoren ausgestattet waren. Insgesamt ließ Cooper eine konsequente Linie vermissen.
Coopers neues Modell war der T23 („Cooper-Bristol Mk. II“), eine überarbeitete Version des T20 mit leichterem Rahmen und größeren Bremsen. Sie wurden zumeist von den bekannten Bristol-Motoren angetrieben; ein Einzelstück erhielt stattdessen einen Vierzylindermotor von Alta.
Beim Großen Preis von Argentinien gingen mit Alan Brown, John Barber und Adolfo Schwelm-Cruz drei Fahrer für das Cooper-Werksteam an den Start; Brown und Barber kamen als letzte auf den Plätzen acht und neun ins Ziel. Die folgenden Weltmeisterschaftsläufe ließ Cooper aus. Erst beim Großen Preis von Frankreich erschien das Werksteam wieder. Fahrer war nun Stirling Moss, der einen T23 mit Alta-Motor fuhr. Moss qualifizierte sich für den 13. Startplatz. Im Rennen fiel er infolge eines Kupplungsdefekts vorzeitig aus. Das beste Ergebnis erzielte Moss beim Großen Preis von Deutschland, den er als Sechster beendete.
Neben Moss gingen im Laufe des Jahres zahlreiche Privatfahrer in Cooper-Fahrzeugen an den Start, unter ihnen Ken Wharton, Bob Gerard und Tony Crook, der spätere Alleininhaber von Bristol Cars. Coopers Autos wurden zudem bei zahlreichen Rennen ohne Weltmeisterschaftsstatus eingesetzt. Das insgesamt beste Rennergebnis für Cooper erzielte Rodney Nuckey beim Gran Premio di Siracusa auf Sizilien: Hier wurde er Dritter hinter Emmanuel de Graffenried und Louis Chiron. Zwei weitere Cooper unter Eric Brandon und Peter Whitehead folgten auf den Plätzen vier und fünf.
Mit Ablauf des Jahres 1953 beendete Cooper den werksseitigen Einsatz des T23. Zahlreiche Privatfahrer nutzten die Wagen allerdings bis 1956 für Formel-2-Rennen. Einzelne Modelle wurden zudem bei Formel-1-Rennen eingesetzt, erzielten im Umfeld der größeren und leistungsstärkeren Formel-1-Autos aber keine Erfolge. Jack Brabham fuhr einen T23 bei zahlreichen australischen Rennen.

#### 1957 bis 1960
In den Jahren ab 1954 hatte die Formel 2 nicht mehr die gleiche Bedeutung wie 1952 und 1953. Die Automobilweltmeisterschaft wurde ab 1954 wieder nach der Formel 1 ausgetragen. 1954 gab es europaweit nur sieben Rennen für Formel-2-Fahrzeuge, vier davon fanden in der DDR mit fast ausschließlich deutscher Beteiligung statt. 1955 gab es mit dem Lavant Cup in Goodwood nur ein einziges Formel-2-Rennen. 1956 begann eine Neuetablierung der Formel 2. In diesem Jahr wurden wieder sechs Formel-2-Rennen ausgetragen, die ausnahmslos in Großbritannien stattfanden, und 1957 wurde die Serie wieder international beachtet. Sie blieb bis 1960 im Rennkalender.

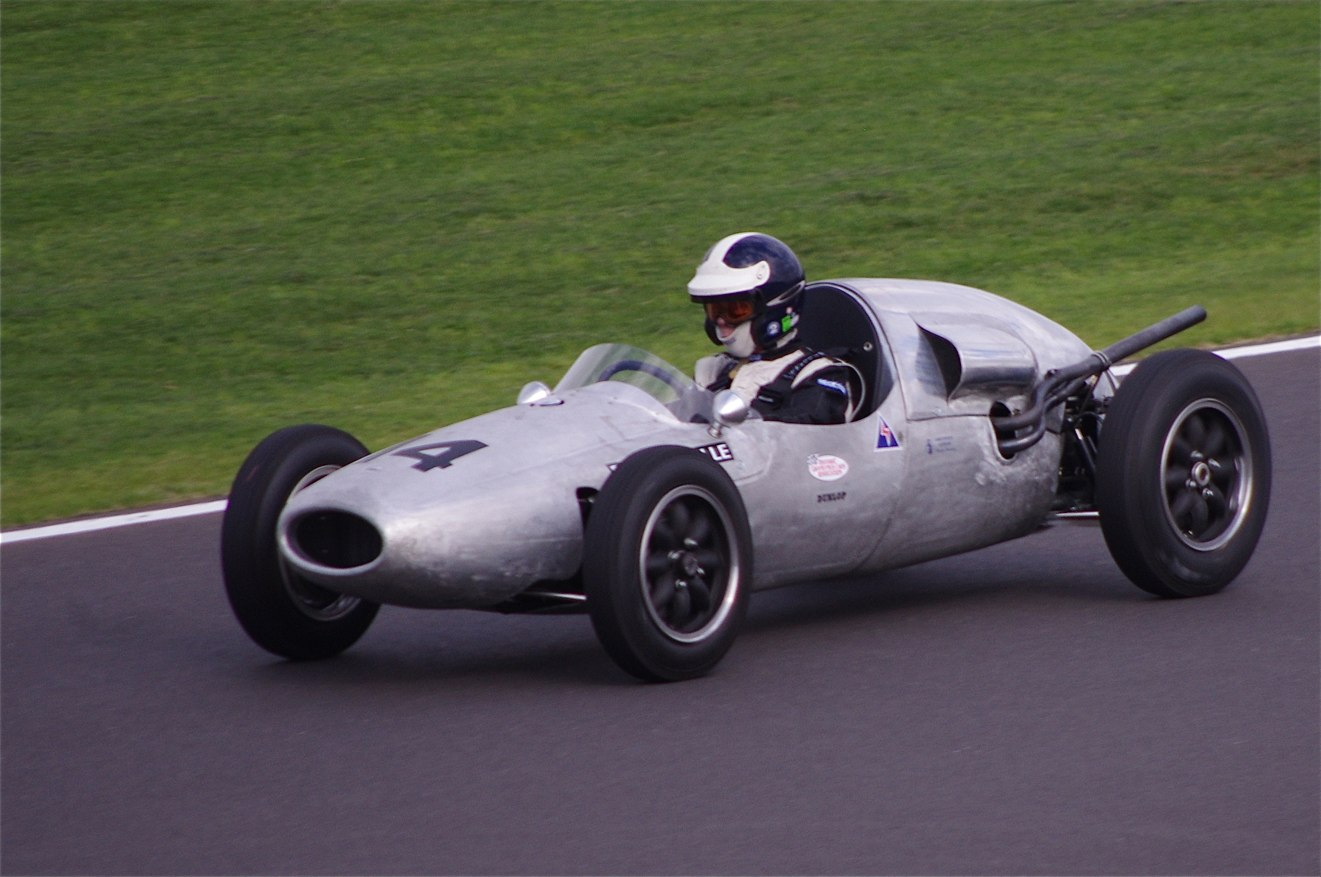
Cooper T41

Mit dem Wiedererstarken der Formel 2 revolutionierte Cooper den Formel-Sport: 1956 führte Cooper den T41 ein, einen der ersten Rennwagen der Nachkriegszeit, die mit einem Mittelmotor ausgestattet waren. Die Konzeption ging auf Owen Maddock und Jack Brabham zurück und basierte auf dem 1955 vorgestellten Sportwagen T39. Der T41 und seine Nachfolger T43 und T45 waren in erster Linie für die Formel 2 gedacht; sowohl der T43 als auch der T45 wurden allerdings regelmäßig in leicht veränderter Form – unter anderem mit vergrößerten Tanks – auch in der Formel 1 eingesetzt. Sie bildeten die konzeptionelle Grundlage für reine Formel-1-Fahrzeuge, die Cooper ab 1959 produzierte.
Ab 1957 beherrschte Cooper mit seinen Mittelmotor-Rennwagen lange die Formel 2. 1956 trat das Cooper-Werksteam mit Roy Salvadori und Jack Brabham an. Salvadori gewann mit seinem T41 vier von sechs Rennen des Jahres. 1957 war die Dominanz noch erdrückender: 13 von 16 Rennen gewannen Cooper-Piloten; nur jeweils ein Sieg ging an einen Ferrari-, Lotus- und B.R.M.-Fahrer. Ähnlich war die Lage 1958: Bei 15 von 20 Rennen ging der Sieg an Fahrer, die mit einem Cooper T43 oder einem T45 angetreten waren. Im folgenden Jahr gewannen Cooper-Piloten 23 von 25 Formel-2-Rennen. 1960 allerdings erwuchs Cooper eine ernst zu nehmende Konkurrenz in Gestalt des Lotus 18, der die Konstruktionsmerkmale der Cooper T41/43/45 übernahm und über eine innovative Karosserie aus Kunststoff verfügte. Auch Porsche war mit dem 718, den neben dem sporadisch antretenden Werksteam auch das Rob-Walker-Team einsetzte, konkurrenzfähig.

#### Ab 1964

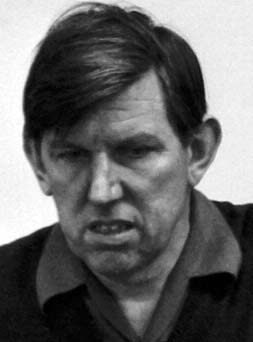
Führte Coopers Quasi-Werksteams in der Formel Junior und der Formel 2: Ken Tyrrell

Von 1961 bis 1964 gab es angesichts des Umstandes, dass sich die Formel 1 mit der Hubraumbegrenzung auf 1,5 Liter faktisch der Formel 2 entsprach, keine eigenen Rennen für die Formel 2; ihre Rolle nahm die Formel Junior bzw. (ab 1964) die Formel 3 ein. Cooper produzierte zahlreiche Wagen für diese Nachwuchsklasse, die von diversen Teams eingesetzt wurden. Das Werk unterstützte die Tyrrell Racing Organisation, die in den frühen 1960er Jahren mit Piloten wie John Love, Tony Maggs und Denis Hulme zahlreiche Erfolge feierte.
Als 1964 die Formel 2 neu belebt wurde, übernahm Ken Tyrrells Rennstall zunächst die Rolle des Quasi-Werksteams in dieser Klasse. Die Cooper-Autos dieser Ära waren allerdings nicht erfolgreich; Brabham und Lotus dominierten inzwischen die Serie. Tony Hegbourne gewann im Cooper T71 für Normand Racing den Großen Preis von Berlin 1964 auf der AVUS; das war er einzige Sieg, der in drei Jahren mit einem Cooper-Fahrzeug in der Formel-2-Auto erzielt wurde. 1966 stellte Tyrrell auf Chassis von Matra um, und im folgenden Jahr ging nahezu kein Cooper mehr bei einem Formel-2-Rennen an den Start.

### Formel 1

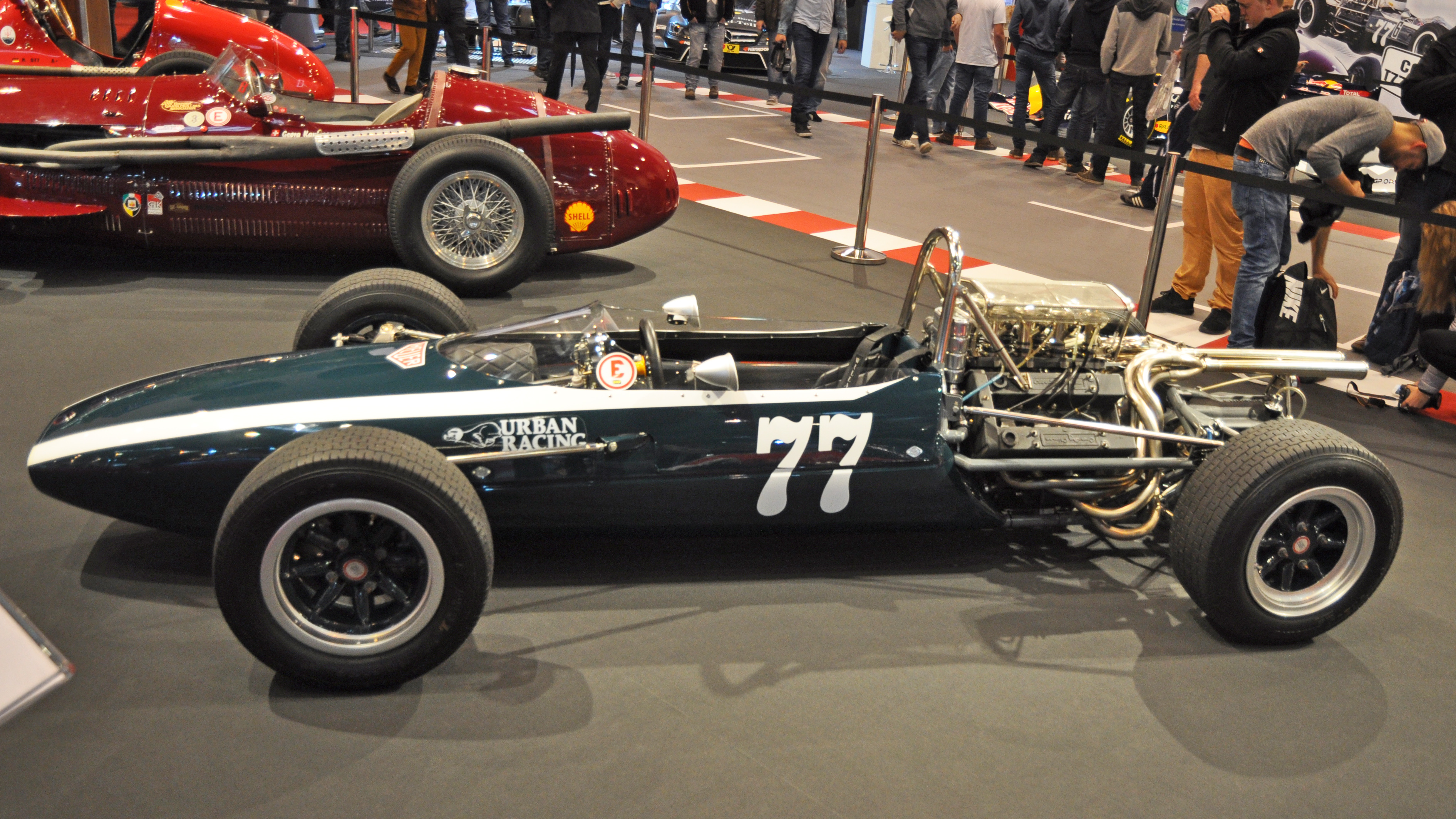
Cooper T77 aus der Formel 1 Saison 1965

Ab 1955 folgten Sportwagen und Formel-2-Autos mit Mittelmotor, damals eine Sensation. Der Motor kam von Coventry Climax. Der große Erfolg in der Formel 1 stellte sich 1958 ein, als Stirling Moss den GP von Argentinien und Maurice Trintignant den GP von Monaco gewannen. Diese Siege machten deutlich, dass Fahrzeuge mit Frontmotor in der Formel 1 ein Auslaufmodell waren, und innerhalb von drei Jahren hatten alle Teams auf Mittelmotor umgestellt. 1959 wurde Jack Brabham Weltmeister der Formel 1, auf Cooper-Climax, der erste auf einem Mittelmotorwagen, und er konnte 1960 seinen Titel in eindrucksvoller Weise verteidigen.
Nachdem Jack Brabham das Team verlassen hatte, um seinen eigenen Rennwagen zu bauen, wurde Bruce McLaren Nummer-1-Fahrer. 1962 gewann er in Monaco und wurde WM-Dritter. 1963 und 1964 beendete Cooper die Konstrukteursweltmeisterschaft jeweils als Fünfter. 1965 war Cooper für Jochen Rindt das Sprungbrett in eine große Karriere, ebenso für Ron Dennis, damals Rindts Mechaniker. Für 1966 sicherte man sich die italienische Traditionsmarke Maserati als Motorenlieferant, und das Team erlebte eine letzte Blüte. Der bei Ferrari entlassene John Surtees konnte den GP von Mexiko gewinnen. 1967 gewann Pedro Rodríguez überraschend den GP von Südafrika; es war der letzte Sieg für das Erfolgsteam. Ansonsten verlief das Jahr schlechter als erwartet, auch die Zusammenarbeit mit B.R.M. als Motorenlieferant 1968 brachte nicht den gewünschten Erfolg, und das Team zog sich aus dem Motorsport zurück. Vic Elfords Start beim GP von Monaco 1969 war das letzte Antreten eines Coopers in der Formel 1.

## Mini Cooper
Cooper ist nicht nur aus der Formel 1 bekannt: Der Mini Cooper, als Rallye-Fahrzeug in den 1960er Jahren sehr erfolgreich, entwickelte sich zum Kultfahrzeug.